# Parafia Wszystkich Świętych w Gozdowie
Parafia pw. Wszystkich Świętych w Gozdowie – rzymskokatolicka parafia należąca do dekanatu bielskiego, diecezji płockiej, metropolii warszawskiej. Siedziba mieści się przy ulicy Gozdawy, pod numerem 33. 
Została erygowana w 1305. W tym też czasie do parafii został przyłączony Bendorzyn, który w roku 1366 przeniesiony został do parafii Bądkowo Kościelne.